# Etelbert I de Kent
Etelbert I de Kent, també anomenat Ethelbert, Æthelbert, Aibert o Edilbertus (Kent?, c. 552 - 24 de febrer del 616 o 618) fou rei de Kent entre el 580 o el 590 i la seva mort. Va ser el primer rei anglosaxó en convertir-se al cristianisme i és venerat com a sant per diverses confessions cristianes. Segons Beda va ser el tercer dels bretwalda anglosaxons. Un altre fet destacat va ser l'elaboració del primer codi legal del seu país.

## Dominis i cristianisme
Fill d'Eormenric, el succeí com a rei, segons la Crònica anglosaxona. Gregori de Tours, que coneixia la reina Ingoberga (mare de Berta, esposa d'Etelbert), en parla d'ell i diu que era "un home de Kent", i deixa entreveure que quan ell escrivia la seva obra Etelbert encara no era rei: probablement fou proclamat sobirà cap al 590.
Va intentar, infructuosament, apoderar-se de les terres de Ceanwlin, rei de Wessex. Es casà amb Berta, filla del merovingi Caribert I, rei dels francs, fet que el permeté assolir una aliança amb la principal potència europea del moment. La influència de Berta fou gran: Ella i el seu capellà, Liuhard, pogueren ésser els causants que el rei incités el papa Gregori el Gran a enviar a Anglaterra missioners per evangelitzar el regne. Així, Agustí de Canterbury i altres missioners anaren des de Roma a l'illa de Thanet l'any 597, on foren rebuts pel rei Etelbert sota una alzina: Així, segons els costums cèltics, s'anul·lava la màgia que els cristians podien fer sobre el rei.
Una tradició diu que Agustí batejà el rei pocs dies després, però les fonts documentals, com una carta del papa a la reina Berta, indiquen que això no passà abans del 601. La missió, autoritzada pel rei, evangelitzà el país i en fundà l'església. Però la missió només va ser efectiva en part, no tota la cort de Kent es va convertir: Eadbald, el fill i hereu d'Etelbert va ser pagà fins a la seva ascensió al tron. El mateix Agustí no va aconseguir la lleialtat del clergat de la zona.
Segons Beda Etelbert va ser el tercer dels bretwalda, és a dir que tenia un lideratge reconegut pels altres reis anglosaxons. Això probablement va arribar a oïdes del papa, el qual en una carta li demanava que aprofités la seva influència per escampar el cristianisme sobre aquells regnes que estaven subjectes a ell. Sembla que, en aquest sentit, la seva influència només va arribar al seu nebot Sæberht d'Essex, que es va convertir; també va ser ell i no el seu nebot qui va fundar una església a Londres en honor de sant Pere, que més endavant seria la catedral de Saint Paul. Amb Rædwald de l'Ànglia de l'Est no va tenir tanta sort, es va batejar però al mateix temps va conservar un altar pagà. El títol de bretwalda, però, sembla que el va perdre després de la batalla de Stoke Lyne, a Oxfordshire, que la Crònica anglosaxona data en l'any 584, vuit anys abans de deixar de ser rei.

## Legislació

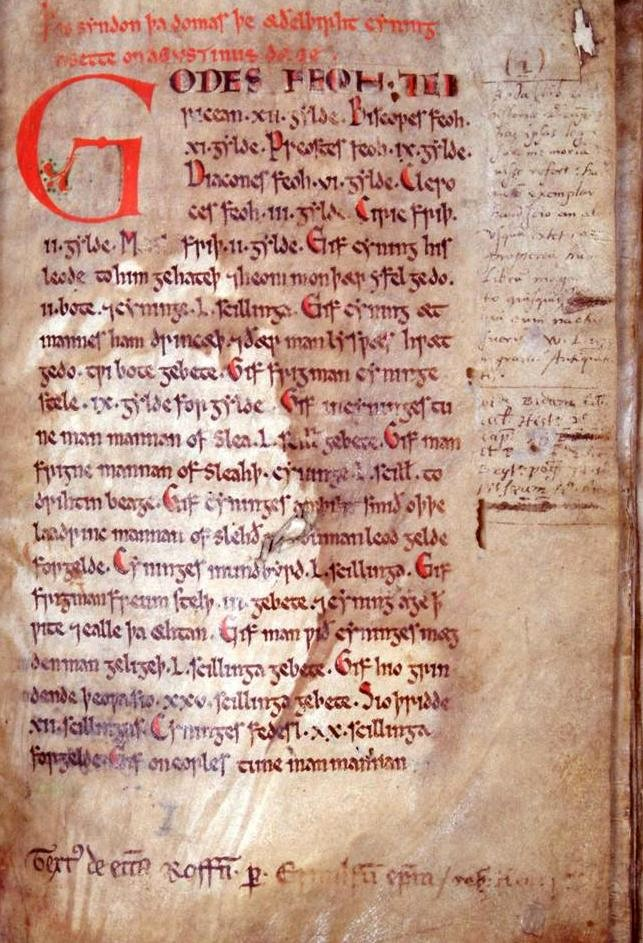
Exemplar del del Codi d'Etelbert (catedral de Rochester)

També Etelbert fou responsable de l'elaboració del primer codi legislatiu escrit d'un poble anglosaxó, que testimonia l'organització i centralització de l'Estat de Kent. Etelbert morí entre el 616 i el 618. L'única còpia manuscrita que es conserva és el manuscrit anomenat Textus Roffensis, que data del segle xii i està al Centre d'estudis Medway, a Strood, al comtat de Kent. Aquest codi fa referència a l'Església en el primer article, en el qual enumera la paga corresponent pel títol de bisbe, de diaca i de sacerdot; però a banda d'això, les lleis no tenen cap influència cristiana pel que fa als seus principis inspiradors.
Moltes de les lleis tenen a veure amb l'establiment de multes per transgressions, la severitat de la multa depenia del rang social de la víctima. El rei tenia un interès financer en fer que les multes li fossin pagades a ell i no als senyors feudals o a les víctimes, ja que ell es descrivia com a responsable de mantenir l'ordre i d'evitar venjances. Altres lleis tenen a veure amb el divorci, els articles 77–81 estableixen quants béns matrimonials es pot quedar una dona després del divorci, cosa que dependria de si la dona tenia la custòdia dels fills. Alguns autors contemporanis creuen que aquest repartiment de béns era aplicable a dones vídues més que a les divorciades. El rei Alfred el Gran va incloure aquest codi annexat a les seves lleis, igual com va fer amb altres codis d'altres regnes anglosaxons.

## Comerç
Hi ha troballes arqueològiques que indiquen que Etelbert va exercir control sobre el comerç al seu regne, del qual en va fer un monopoli reial evitant que l'aristocràcia en formés part. Hi havia comerç amb el continent, articles de luxe que li donaven avantatja sobre els altres regnes anglosaxons.
Entre els productes manufacturats a Kent hi havia gots de vidre i joieria. Els joiers de Kent tenien fama de ser molt hàbils amb l'or. En els cementiris de les poblacions del canal de la Mànega fins a la desembocadura del riu Loira s'han trobat productes procedents de Kent. També sembla que hi havia comerç d'esclaus en aquesta zona.
Probablement la prosperitat comercial va fer necessària l'encunyació de moneda i el seu regnat va ser el primer en fer-ho després de la partida dels romans. Les primeres monedes eren d'or i probablement eren els xílings (en anglès antic scillingas) esmentats en el seu codi legal. També rebien el nom de numismatists i de thrymsas.

## Mort i successió
Etelbert morí el 24 de febrer del 616 i fou succeït pel seu fill Eadbald. Sæberht d'Essex morí aproximadament en la mateixa època i fou succeït pels seus tres fills que no eren cristians. L'expulsió dels missioners dels diferents regnes anglosaxons que es va produir llavors podria ser una reacció a la mort d'Etelbert que els alliberava totalment del seu lideratge.
A més d'Eadbald, és possible que tingués un altre fill, el qual és esmentat en una carta del papa a Justus, arquebisbe de Canterbury del 619 al 625, quan parla d'un rei dit Aduluald, que sembla diferent d'Audubald, el nom llatinitzat d'Eadbald. Els historiadors moderns no estan d'acord en com interpretar això, Audubald sembla la llatinització d'Æthelwald, que podria ser un subrei d'una província de Kent; o potser una errada d'escriptura i volia dir Eadbald.

## Veneració
Pel seu paper en l'evangelització d'Anglaterra, fou canonitzat. La seva festivitat es fixà el 24 de febrer, aniversari de la seva mort; no obstant això, a Anglaterra s'ha celebrat un dia després, el 25 de febrer, per evitar-ne la coincidència amb la festivitat de Sant Maties apòstol, que antigament era el 24 de febrer.